# سامی بروکس
سامی بروکس (انگلیسی: Sammy Brookes؛ زادهٔ) بازیکن فوتبال اهل بریتانیا است.
از باشگاه‌هایی که در آن بازی کرده‌است می‌توان به باشگاه فوتبال بلکپول اشاره کرد.